# 宝兴铁角蕨
宝兴铁角蕨（学名：Asplenium moupinense）为铁角蕨科铁角蕨属下的一个种。

## 扩展阅读
- 維基物種上的相關：宝兴铁角蕨